# Hiddesen
Hiddesen is een plaats in de Duitse gemeente Detmold, deelstaat Noordrijn-Westfalen, en telt 7339 inwoners (2006).
Hiddesen ligt direct aan het Teutoburgerwoud, tevens is Hiddesen bekend als een Kneippkuroord. Aan de grens van Hidessen ligt het Wassertretbekken, vroeger kwamen daar mensen naartoe om door het water te lopen wat uit de berg kwam. Hiddesen ligt wat hoger dan Detmold, daarom is het ook uitermate geschikt voor mensen met luchtaandoeningen (vandaar Kneippkurort).
Aangrenzend ligt ook de Truppenübungsplatz Senne van de Britse Rhine Army. Tevens voert de bergweg van Hiddesen naar het Hermannsdenkmal.
Zie verder Detmold.